# Reinhold von Saucken
Reinhold Karl von Saucken (* 7. Juli 1889 in Königsberg i. Pr.; † 5. Juni 1966 in München) war ein deutscher Diplomat.

## Leben
Seine Eltern waren Anna von Heyking und der Major a. D. Kurt von Saucken. Der war auch als preußischer Lotterieeinnehmer tätig. Dem Großvater und dann dem älteren Bruder gehörte das Stammgut Georgenfelde. Saucken selbst studierte an der Albertus-Universität Königsberg und der Ruprecht-Karls-Universität Heidelberg Rechtswissenschaft. 1907 wurde er mit Hansjoachim von Rohr im Corps Saxo-Borussia Heidelberg aktiv. Ab 1910 war er in der preußischen Rechtspflege und seit 1912 in der inneren Verwaltung tätig. Er war Soldat im Ersten Weltkrieg und geriet 1914 bis 1918 in russische Kriegsgefangenschaft. Ab 1920 war er im Diplomatischen Dienst des Deutschen Reiches. 1922 bis 1925 war er Legationssekretär an der Deutschen Botschaft Moskau, 1925 bis 1927 Konsul in Alexandria, dann Referent in der Presseabteilung der Reichsregierung und von 1934 bis 1939 Generalkonsul im Memelland. 1940 wurde er Gesandter und Leiter der deutschen Delegation in der deutsch-sowjetischen Zentral-Grenzkommission und 1941 Vertreter des Auswärtigen Amtes beim Reichskommissariat Ukraine.
Im März 1939 wurde das NSDAP-Mitglied von Saucken (Mitgliedsnummer 7.054.887) ebenfalls Mitglied der SS (laut seiner SS-Personalakte mit der Nummer 323.034), der ihm sofort zugedachte Rang war jener eines SS-Sturmbannführers (Major). Bereits im Sommer 1942 wurde er zum SS-Standartenführer befördert. Im Sommer 1943 war er laut seiner Personalakte „Führer im SS-Oberabschnitt Ukraine“, wurde kurz danach zum SS-Hauptamt nach Berlin versetzt.
Reinhold von Saucken war von 1923 bis 1930 mit Liselotte (Elisabeth) Sarawinsky, verheiratet, das Paar hatte keine Kinder. In zweiter Ehe seit 1954 war Saucken mit Wally (Walburga) Paula zusammen. Das Ehepaar lebte in München.
Die Vertreter des Auswärtigen Amtes in der Ukraine, so auch der Diplomat und SS-Standartenführer Saucken, „hatten dort nur beratende Funktion“ und sollten sich bzgl. der eigenen Einflussnahme auf die praktische Gestaltung der Politik vor Ort „enthalten.“